# Amurselita
L'amurselita és un mineral de la classe dels òxids. Rep el nom per la seva composició, al ser un mineral selenit d'amoni i urani (del nom en anglès amurselite: ammonium uranium selenite mineral). Inicialment aquest mineral va ser presentar amb el nom urselita, però va ser rebutjat perquè era molt semblant al nom de la ursilita, un altre mineral ja aprovat amb anterioritat.

## Característiques
L'amurselita és un selenit de fórmula química (NH₄)₂(UO₂)₅(SeO₃)₃O₂(OH)₂(H₂O)·8H₂O. Va ser aprovada com a espècie vàlida per l'Associació Mineralògica Internacional en el mes de novembre de l'any 2024. Va ser publicada a la revista internacional The Canadian Journal of Mineralogy and Petrology per Anthony R. Kampf et al. en el mes de juny de 2025 amb el títol «Amurselite, A New Uranyl Selenite from the Burro Mine, San Miguel County, Colorado, USA». Cristal·litza en el sistema triclínic.
Segons la classificació de Nickel-Strunz pertany a «04.JJ - Selenits amb anions addicionals, amb H₂O» juntament amb altres minerals com la guil·leminita, la piretita o la haynesita, entre d'altres. L'exemplar que va servir per a determinar l'espècie, el que es coneix com a material tipus, es troba conservat a les col·leccions mineralògiques del Museu d'Història Natural del Comtat de Los Angeles, a Los Angeles (Califòrnia) amb el número de catàleg: 76444.

## Formació i jaciments
Va ser descoberta a la mina Burro, situada al districte miner de Slick Rock, dins el comtat de San Miguel (Colorado, Estats Units). Aquesta mina estatunidenca és l'únic indret de tot el planeta on ha estat descrita aquesta espècie mineral.